# Pelle Dragsted

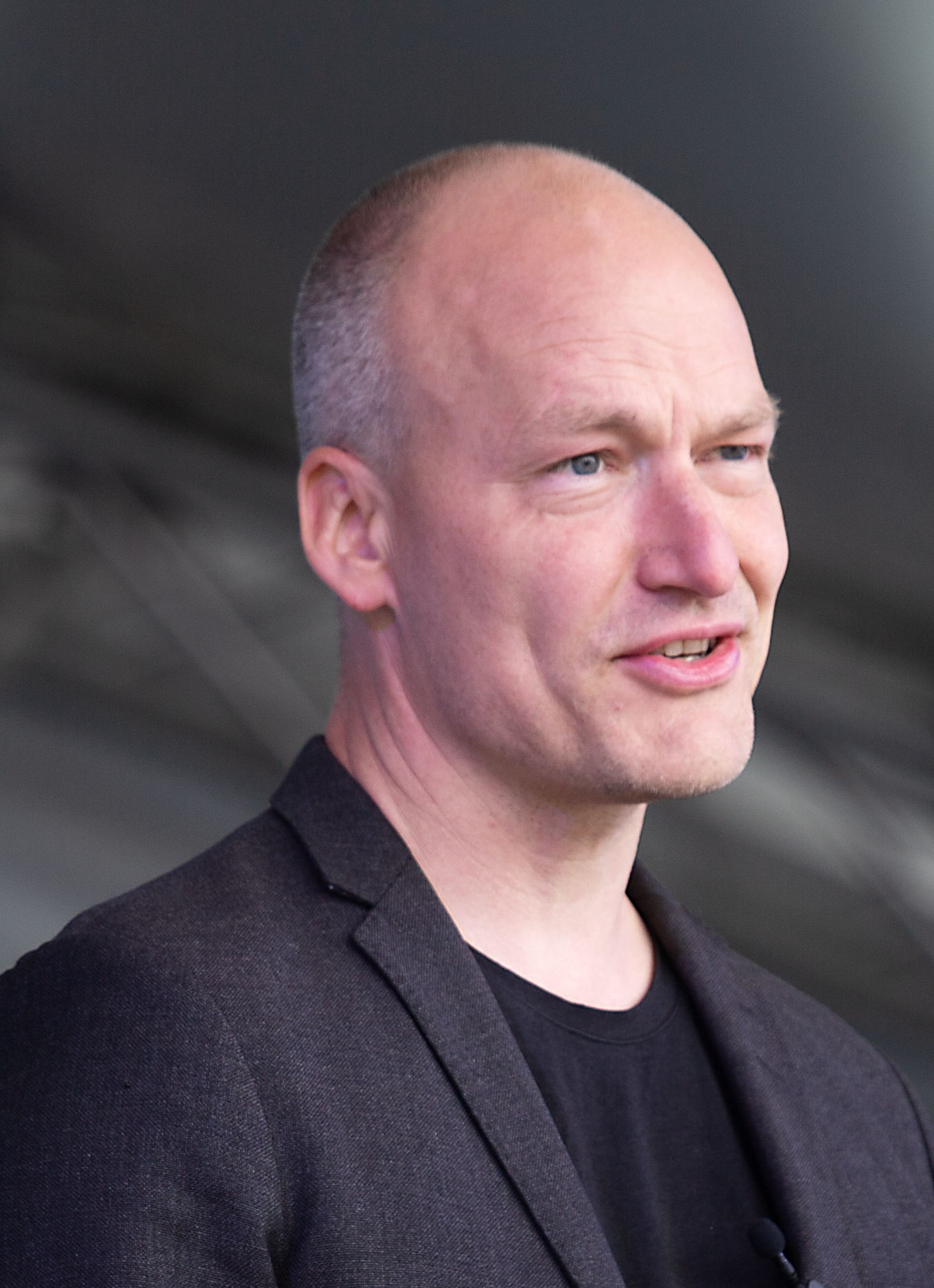
Pelle Dragsted, presidente da Enhedslisten, discursa no Folkemødet, festival político dinamarquês, em Allinge, Bornholm 2024.

Pelle Dragsted (nascido a 13 de abril de 1975, em Copenhaga) é um escritor e político dinamarquês que foi membro do Folketing pela Aliança Vermelha e Verde de 2015 a 2019.

## Carreira política
De 2009 a 2011 Dragsted foi responsável pelo trabalho de imprensa da Aliança Vermelha e Verde; depois, de 2011 a 2015 foi assessor político do partido. Dragsted foi eleito pela primeira vez para o parlamento nas eleições legislativas dinamarquesas de 2015, onde recebeu 2.599 votos. Em 2021 era contabilista de estado.